# Liaoning Guangyuan FC
O Liaoning Guangyuan FC foi um clube de futebol chinês que competia competiu na S.League. Era a equipe satélite do Liaoning FC, clube da Superliga Chinesa.

## História
O clube foi fundado em 2007 para fornecer e treinar jovens jogadores para o plantel principal do Liaoning FC futuramente, porém participou apenas da Liga de 2007.

### Manipulação de resultados
O clube foi pego em manipulação de resultados neste ano que envolveram o treinador Wang Xin e seis jogadores os acordos variaram entre S$1,200 e S$4,000 dólares Os jogadores foram: Li Xuebai, Li Zheng, Dong Lei, Peng Zhiyi, Tong Di e Zhao Zhipeng eles foram foram julgados e culpados com multa e sentenças de  cinco meses de prisão, e Wang Xin por quatro meses.